# Buffalo Bandits
O Buffalo Bandits é um clube profissional de box lacrosse, sediado em Buffalo, Estados Unidos. O clube disputa a National Lacrosse League. Joga suas partidas no KeyBank Center.

## História
A franquia foi fundada em 1991, para disputar Major Indoor Lacrosse League.